# Оружиеведение
Оружиеведение  — цикл документальных передач по истории оружия и всего, что с ним связано. Первый фильм серии вышел 6 ноября 2007 года на канале Discovery Channel.

## Список серий
Выпущено два сезона сериала. Серии первого сезона охватывают историю вооружений с древних веков до наших дней. Фильмы второго сезона рассказывают об отрядах специального назначения различных стран мира.

### Сезон 1: Оружие (2007)
| № п/п | №  | Оригинальное название — Перевод                        | Режиссёр    | Дата выхода |
| ----- | -- | ------------------------------------------------------ | ----------- | ----------- |
| 1     | 1  | «Sniper Rifles — Снайперские винтовки»                 | Мэт Ходжсон | 15.01.2007  |
| 2     | 2  | «Body Armor — Защитная броня»                          | Мэт Ходжсон | 22.01.2007  |
| 3     | 3  | «Rapid Fire — Скорострельное оружие»                   | Мэт Ходжсон | 29.01.2007  |
| 4     | 4  | «Submarines — Подводные лодки»                         | Мэт Ходжсон | 05.02.2007  |
| 5     | 5  | «Vertical Take Off — Вертикальный взлёт»               | Мэт Ходжсон | 12.02.2007  |
| 6     | 6  | «Bomber — Бомбардировщик»                              | Мэт Ходжсон | 19.02.2007  |
| 7     | 7  | «Fighter — Истребитель»                                | Мэт Ходжсон | 26.02.2007  |
| 8     | 8  | «Artillery — Артиллерия»                               | Мэт Ходжсон | 05.03.2007  |
| 9     | 9  | «Booby Traps — Минные ловушки»                         | Мэт Ходжсон | 12.03.2007  |
| 10    | 10 | «Frags, Pineapples and RPG's — Гранаты, лимонки и РПГ» | Мэт Ходжсон | 19.03.2007  |
| 11    | 11 | «Fire Weapons — Огнемёты»                              | Мэт Ходжсон | 26.03.2007  |
| 12    | 12 | «Armoured Personnel Carriers — Бронетранспортёры»      | Мэт Ходжсон | 02.04.2007  |
| 13    | 13 | «Tanks — Танки»                                        | Мэт Ходжсон | 09.04.2007  |

### Сезон 2: Элитные подразделения (2007—2008)
| № п/п | №  | Оригинальное название — Перевод                             | Режиссёр    | Дата выхода |
| ----- | -- | ----------------------------------------------------------- | ----------- | ----------- |
| 14    | 1  | «US Navy SEALs — Американские „Тюлени“»                     | Мэт Ходжсон | 20.11.2007  |
| 15    | 2  | «US Marine Corps — Американский Корпус морской пехоты»      | Мэт Ходжсон | 27.11.2007  |
| 16    | 3  | «Waffen-SS — Войска СС»                                     | Мэт Ходжсон | 04.12.2007  |
| 17    | 4  | «US Airborne — Американские Воздушно-десантные войска»      | Мэт Ходжсон | 11.12.2007  |
| 18    | 5  | «US Army Rangers — Американские рейнджеры»                  | Мэт Ходжсон | 18.12.2007  |
| 19    | 6  | «US Green Berets — Американские „Зелёные береты“»           | Мэт Ходжсон | 06.01.2008  |
| 20    | 7  | «SAS — Специальная Воздушная Служба Великобритании»         | Мэт Ходжсон | 13.01.2008  |
| 21    | 8  | «Royal Marines — Королевская морская пехота Великобритании» | Мэт Ходжсон | 20.01.2008  |
| 22    | 9  | «Extreme Warriors — Экстремальные отряды»                   | Мэт Ходжсон | 27.01.2008  |
| 23    | 10 | «Combat Engineers — Инженерные войска»                      | Мэт Ходжсон | 03.02.2008  |
| 24    | 11 | «French Foreign Legion — Французский Иностранный легион»    | Стюарт Роуз | 10.02.2008  |
| 25    | 12 | «Spetsnaz — Российский Спецназ»                             | Стив Бэйкер | 17.02.2008  |
| 26    | 13 | «Israeli Commandos — Израильские коммандос»                 | Мэт Ходжсон | 24.02.2008  |